# Kanócz Zsuzsa
Kanócz Zsuzsanna, Zuzana Kanócz (Kassa, 1979. november 21. –) magyar származású szlovák színésznő.

## Élete
Magyar középiskolában végzett, majd a Pozsonyi Színművészeti Főiskolán tanult színészetet Emília Vášáryovától és Martin Hubától. Pozsonyi színművészeti főiskolásként részképzésen Budapesten is megfordult.
2003-ban szerződést, illetve szerepet kapott a nyitrai Andrej Bagar Színház Pán Péter produkciójában. Vendégszerepelt továbbá a Szlovák Nemzeti Színház népszerű előadásában a Tančiarniban.
2007-ben a szlovákiai színikritikusok neki ítélték a legtekintélyesebb díjat, a Dosky-t (Deszkák) Marina Carr kortárs ír drámaírónő Portia Coughlan című drámájában a címszerepben nyújtott kiemelkedő alakításáért.
2009-ben főszerepet játszott Laura Siváková rendezte Nebo, peklo... zem (Menny, pokol...föld) című filmes drámában. Több televíziós sorozatban is szerepelt. Jelenleg a szlovák televízióban vetített, és népszerű Forró vérben (Horúca krv) látható.
Vonzza a lehetőség, hogy színészileg megtapasztalja a letűnt korokba merült világokat. Szívesen játszana kosztümös szerepet, és visszalépne a szecesszió korába, valamint a 19. századba egy játékfilm történelmi valóságával.
Nyitrán él.

## Filmjei
- 2002 – Kruté radosti (rádová sestra)
- 2005 – Román pro ženy (Laura)
- 2005 – Medzi nami (tv-sorozat)
- 2007 – Ordinácia v ružovej záhrade (tv-sorozat)
- 2007 - Anno 2006
- 2007 - Zmenáren (tv-sorozat)
- 2008 – Nebo, peklo... zem (film dráma)
- 2010 - Čerešňový chlapec
- 2012 – Horúca krv (tv-sorozat)